# Husein Aït Ahmed
Husein Aït Ahmed (en árabe: حسين آيت أحمد‎ Ḥusin At Ḥmed; Ain El Hammam, 20 de agosto de 1926-Lausana, 23 de diciembre de 2015) fue un político argelino. Fue fundador y dirigente del FLN argelino y hasta 2012 fue líder de la oposición política en Argelia.

## Vida y carrera política
Aït Ahmed, que nació en Aït Yahia en 1926, fue uno de los padres de la lucha de Argelia por su independencia de Francia. Fue uno de los nueve "hijos de Toussaint", que lanzaron el levantamiento en noviembre de 1954 contra el gobierno de la metrópoli. Aït Ahmed fue encarcelado por los franceses en 1956 y liberado después de un alto el fuego en 1962. Después de la guerra de independencia argelina, fue uno de los principales dirigentes del Frente de Liberación Nacional (FLN), que ayudó a fundar. 

## Dimisión y exilio
Aït Ahmed dimitió del Gobierno provisional de la República argelina (GPRA) y de todos los órganos del poder emergente durante la crisis del verano de 1962. En septiembre de 1963, fundó el Frente de las Fuerzas Socialistas (FFS), un nuevo partido que buscó pluralismo político en la cerrada vida política argelina, en la que se había consolidado un sistema de partido único bajo la presidencia de Ahmed Ben Bella y el todopoderoso FLN.
Arrestado y sentenciado a muerte en 1964, huyó de la prisión de El Harrach el 1 de mayo de 1966. Se exilió en Suiza y se dedicó a la abogacía y al mundo del derecho. Regresó a Argelia tras los disturbios de 1988 y la legalización del FFS, pero otra vez dejó su país después del asesinato del presidente Boudiaf, en 1992. 

## Candidato a la presidencia de Argelia
Aït Ahmed se presentó a las elecciones presidenciales de 1999 por su partido, el FFS, pero él y otros cinco candidatos se retiraron a mediados de la campaña argumentando que la votación estaba manipulada a favor de Abdelaziz Bouteflika, del FLN. En efecto, Bouteflika se hizo con el poder en 1999 y lo detentó por muchos años. Desde entonces, Aït Ahmed regresó repetidas veces a Argelia, incluso en el 50.º aniversario del estallido de la Guerra de Liberación (1 de noviembre de 1954).
Su salud comenzó a fallar en 2012 y al año siguiente dejó la presidencia de su partido. Aït Ahmed murió a los 89 años de edad, tras una larga enfermedad, en la ciudad de Lausana (Suiza), el 23 de diciembre de 2015.